# 群馬県立渋川特別支援学校
群馬県立渋川特別支援学校（ぐんまけんりつ しぶかわとくべつしえんがっこう）は、群馬県渋川市渋川にある公立特別支援学校。知的障害を抱える児童・生徒を教育対象とする。

## 設置学科
- 小学部
- 中学部
- 高等部

## 沿革
- 1979年（昭和54年）4月1日 - 開校
- 1983年（昭和58年）4月1日 - 高等部設置
- 1999年（平成11年）4月1日 - 沼田分教室開設
- 2004年（平成16年）4月1日 - 沼田分教室が分校に昇格
- 2015年 (平成27年) - 群馬県榛名養護学校から群馬県立渋川特別支援学校へ校名変更。